# Mayy Ziyade
Mayy Ziyade (in arabo مي زيادة‎?, Mayy Ziyāda; Nazareth, 11 febbraio 1886 – Il Cairo, 17 ottobre 1941) è stata una scrittrice e poetessa libanese-palestinese, nata nell'allora Mutasarrifato del monte Libano, all'epoca parte del vilayet ottomano di Siria (Shām).

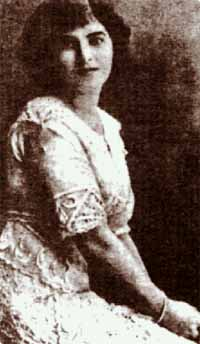
May Ziyada.

Nata Mārī Iliyās Ziyāde o Ziyādah, Ziadé, Ziyada oppure Ziadeh fu una prolifica scrittrice e poetessa arabografa.
Fu una figura chiave della Nahda politica e culturale dei primi del XX secolo. È nota anche per essere stata un'importante femminista araba."

## Biografia

### Gioventù
Mayy Ziyade nacque nel Mutasarrifato del monte Libano da padre cristiano maronita (famiglia Shahtul) e da madre palestinese cristiana-ortodossa, Nazīha Muʿammar. Suo padre, Eliyās Ziyāde, era direttore del giornale al-Maḥrūsa.

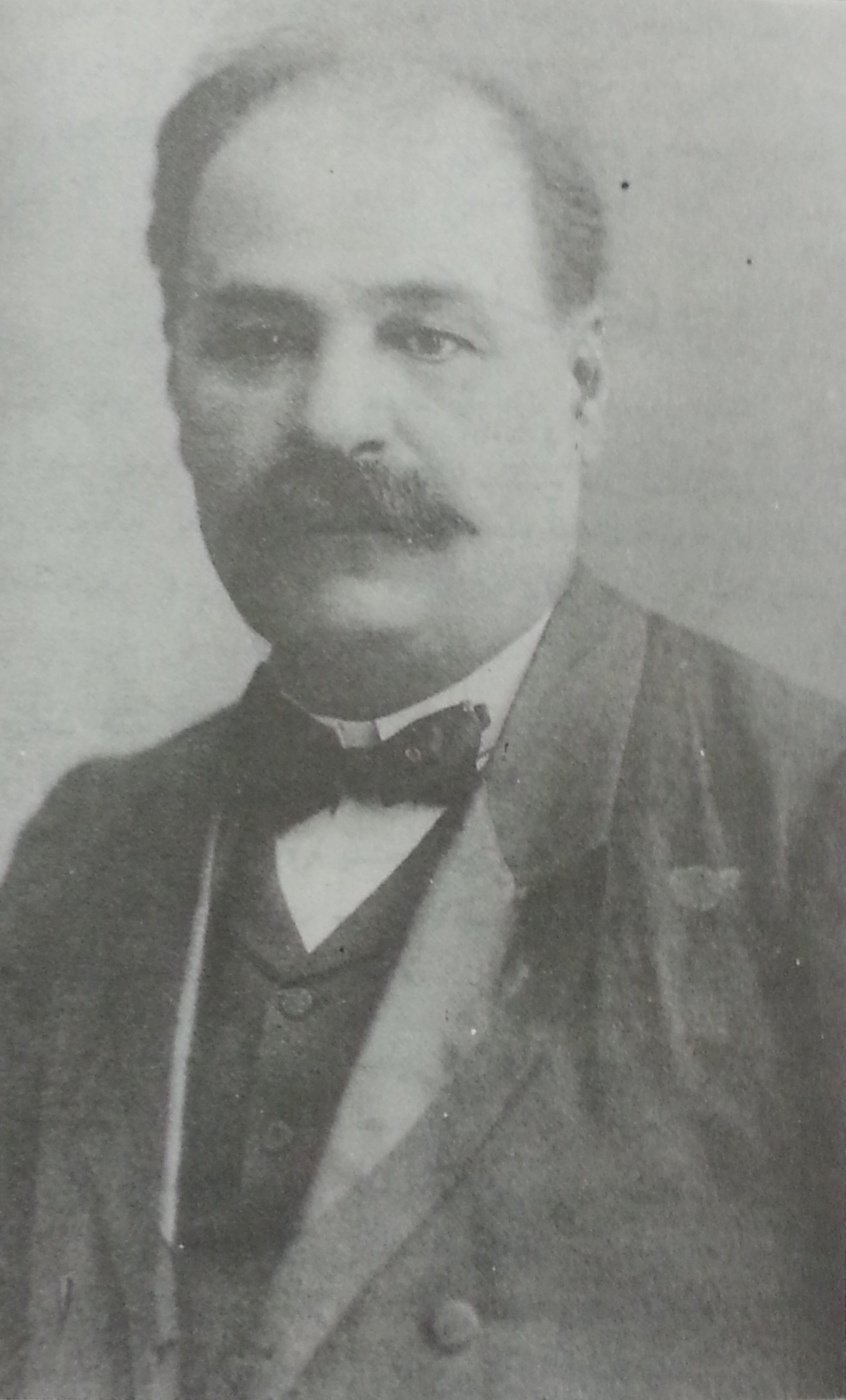
Il padre, Eliyās Ziyāde.

Ziyade frequentò la scuola elementare a Nazaret. Dato che il padre proveniva dalla regione libanese del Keserwan del Monte Libano, a 14 anni si spostò a ʿAyn Ṭūra (nota anche come Antoura) per proseguire gli studi secondari in un convento-scuola francese per ragazzi. I suoi studi colà la avvicinarono alla letteratura francese e a quella romantica, che la affascinarono in modo particolare. Frequentò varie scuole cattoliche in Libano e nel 1904 tornò a Nazaret dai suoi genitori. Si dice che abbia pubblicato i suoi primi articolo all'età di 16 anni.
Ziyade non si sposò mai, ma ebbe un'importante relazione spirituale e intellettuale con uno dei grandi letterati arabi del XX secolo, il poeta e scrittore libanese-statunitense Khalil Gibran. Sebbene i due non s'incontrassero mai (Gibran viveva a New York), essi mantennero una stretta e fervida corrispondenza epistolare per 19 anni, fino alla morte di Gibran nel 1931.
Tra il 1928 e il 1932, Mayy patì una serie di lutti personali, a cominciare della morte dei genitori, di suoi amici e, soprattutto, di Khalil Gibran. Cadde in uno stato di profonda depressione e a nulla servirono i suoi viaggi in Francia, nel Regno Unito e in Italia (a Roma). 

Tornò in Libano dove i suoi parenti la ricoverarono in un ospedale psichiatrico per nove mesi, affinché riprendesse il controllo di se stessa, ipotizzando che fosse malata di neurastenia e isteria.
Il giornale libanese al-Makshūf perorò il suo caso perché fosse dimessa, con il sostegno di illustri intellettuali quali Amīn al-Rīḥānī, Charles Mālik e Qusṭanṭīn Zurayq, oltre al Principe ʿAbd al-Qādir al-Jazāʾirī. Nawāl al-Saʿdāwī, non senza una qualche esagerazione, dice che Mayy fu rinchiusa in ospedale per aver manifestato i propri sentimenti femministi.
Mayy Ziyade fu profondamente umiliata e ferita da quella decisione, ma infine si riprese e uscì dall'ospedale dopo che un rapporto medico aveva dimostrato che era in perfetta salute mentale.
Si spostò al Cairo, dove morì il 17 ottobre 1941.

### Giornalismo e studi linguistici
Nel 1908, era emigrata infatti con la famiglia in Egitto, dove suo padre fondò il giornale "al-Maḥrūsa" e Mayy Ziyade contribuì al quotidiano con un certo numero di articoli.
Ziyade era particolarmente interessata alla conoscenza delle lingue, studiandole privatamente a casa grazie a un paio di francesi cattolici, e nella Università Egiziana (d'impianto laico e moderno) dove seguì Filosofia e Letteratura. Studiò con grande passione varie lingue moderne e, come risultato, Ziyade divenne pienamente bilingue (in Lingua araba e lingua francese), acquisendo anche una buona conoscenza professionale dell'inglese, dell'italiano, del tedesco, dello spagnolo, del latino e del greco moderno. Si laureò nel 1917.

### Figura chiave letteraria araba
Ziyade è assai apprezzata nei circoli letterari arabi. Accolse numerosi scrittori e scrittrici e intellettuali nel suo salone letterario creato nel 1912. Tra quanti lo frequentarono possiamo ricordare Muḥammad ʿAbduh, Ṭāhā Ḥusayn, Khalīl Muṭrān, Aḥmed Luṭfī al-Sayyed, Qāsim Amīn, Anṭūn Jumayyil (Gemayel), Walieddine Yakan, ʿAbbās al-Akkād e Yaʿqūb Sarrūf.
Fu suo merito aver fatto conoscere la poesia di Gibran in Egitto

## Basi etico-filosofiche

### Femminismo
Diversamente dalla principessa Nazli Fadil e Hoda Sha'rawi, Mayy Ziyade era più una 'donna di lettere' che una riformatrice sociale. Tuttavia si occupò del giovane movimento di emancipazione della donna e ne fu infine profondamente coinvolta: un compito da affrontare prima di ogni altra cosa, fronteggiando l'ignoranza e le tradizioni anacronistiche che bloccavano il progresso del mondo arabo. Ella considerava che le donne fossero l'elemento basilare di ogni società umana e scrisse che una donna non liberata non poteva alimentare i figli col proprio latte quando questo avesse avuto il fetore del servaggio.
Mayy specificò che l'evoluzione femminile per l'uguaglianza non obbligava a rinunciare alla propria femminilità, ma che piuttosto essa fosse un processo da sviluppare in modo parallelo. Nel 1921, Mayy partecipò a un congresso dal titolo "Il fine della vita", in cui invitò le donne arabe ad aspirare alla libertà e ad essere aperte nei confronti dell'Occidente, senza rinunciare all'identità culturale araba. Malgrado la sua morte nel 1941, il suo lascito spirituale rappresenta ancora un ideale del primo movimento femminista libanese. Mayy credeva nella liberazione della donna e il primo movimento si focalizzava su ciò che si doveva fare in materia di istruzione, di diritti elettorali attivi e passivi e, infine, dell'adeguata partecipazione femminile alla politica e a una corretta rappresentanza nelle istituzioni statali.

### Romanticismo e Orientalismo
Portandosi dietro come patrimonio romantico quanto acquisito fin dalla fanciullezza, Mayy Ziyade fu positivamente influenzata da Lamartine, Byron, Shelley e infine Gibran. Ciò è evidente nella maggior parte delle sue opere. Spesso rifletteva sulla sua nostalgia per il Libano e la sua fertile, sensibile e vibrante immaginazione fa parte della sua personalità misteriosa, malinconica e disperata.

## Opere
Il primo lavoro pubblicato da Mayy fu Fleurs de rêve (1911): un volume di poesia, scritto in francese, usando come pseudonimo Isis Copia. Scrisse assai ampiamente in quella lingua e, occasionalmente, in inglese e in italiano, ma prese a scrivere sempre più sovente in arabo man mano che si chiariva il suo mondo culturale. Pubblicò scritti di critica letteraria e biografie, volumi di poesia in versi liberi (senza rima o attenzione alla metrica), saggi e novelle. Tradusse numerosi autori europei, incluso Sir Arthur Conan Doyle dall'inglese, 'Brada' (la Contessa italiana Henriette Consuelo di Puliga) dal francese, e Max Müller dal tedesco. Ospitò nel suo salone al Cairo famosi letterati arabi durante gli Anni venti e gli Anni trenta del XX secolo.
Tra i suoi lavori in arabo maggiormente noti figurano:
- Bāḥithat al-Bādiya, in arabo باحثة البادية‎? ("La ricercatrice del deserto", pseudonimo di Malak Hifni Nasif),
- ʿĀʾisha Taymūr, (in arabo عائشة تيمور‎?) (biografia di ʿĀʾisha Taymūr).

oltre a:
- Sawāneḥ fatāt سوانح فتاة 

- Ẓulumāt wa Ishaʿa ظلمات وأشعة 

- Kalimāt wa Ishārāt كلمات وأشارات 

- al-Ṣaḥāʾif  الصحائف

- Ghāyat al-Ḥayyāt غاية الحياة 

- Al-Musāwāt المساواة 

- Bayna l-Jazri wa l-Madd بين الجزر والمد

### Ulteriori riferimenti bibliografici
- (IT) Ettore Rossi, "Una scrittrice araba cattolica Mayy (Marie Ziyādah)", in: Oriente Moderno, V, n. 11 (Nov. 1925), pp. 604–613.
- (EN) Bloomsbury Guide to Women's Literature
- (EN) Marilyn Booth, "Biography and Feminist Rhetoric in Early Twentieth Century Egypt: Mayy Ziyada's Studies of Three Women's Lives", in: Journal of Women's History 3:1 (1991), pp. 38–64
- (EN) Tahir Khemiri & G. Kampffmeyer, Leaders in Contemporary Arabic Literature: A Book of Reference (1930), pp. 24–27
- (EN) Joseph T. Zeidan, Arabic Women Novelists: The Formative Years and Beyond, 1995.
- (EN) Antje Ziegler, "Al-Haraka Baraka! The Late Rediscovery of Mayy Ziyāda's Works", Die Welt des Islams 39:1 (1999), pp. 103–115